# Борођа (Мехединци)
Борођа (рум. Borogea) насеље је у Румунији у округу Мехединци у општини Хусничоара. Oпштина се налази на надморској висини од 344 m.

## Становништво
Према подацима из 2002. године у насељу је живело 96 становника, од којих су сви румунске националности.